# Tóth Lajos (pilóta)
Vitéz Tóth Lajos hadnagy („Drumi”, Újfehértó, 1922. augusztus 25. – Budapest, 1951. június 11.) a Magyar Királyi Honvéd Légierő egyik legeredményesebb vadászpilótája, szolgálata során 26 igazolt győzelmet ért el. A második világháború után szolgált az új légierőben, majd 1951-ben egy koncepciós perben halálra ítélték és kivégezték.

## Kezdetek
1922. augusztus 25-én született a Szabolcs megyei Újfehértón. Apja szintén katonatiszt volt és öccse is ezt a pályát választotta. 1940-ben érettségizett a pécsi katonai főreáliskolában.

## A légierő kötelékében
1940-ben bevonult a kassai M. Kir. "Horthy Miklós" Repülő Akadémiára. Kitűnően repült, oktatóinak nem sok dolguk volt vele. Kiképzése során jól megtanulta a  kényszerleszállást is, mivel különböző motorhibák miatt négyszer kellett ezt megtennie. 1942. december 6-án avatták hadnaggyá évfolyamelsőként.

### Keleti front
1943 áprilisában Börgöndön elvégezte a Bf 109 tanfolyamot, és a nyarat már a keleti fronton töltötte, az 5/2-es vadászszázad kötelékében. Első légi győzelmét egy Il–2 ellen érte el 1943. szeptember 5-én. Sikeres időszak következett, bár október 3-án lelőtték. Kényszerleszállást hajtott végre a szovjet vonalak mögött. A szétszakadó gépben több helyen megsebesült, és csak a Dnyeper átúszásával sikerült visszajutnia a saját csapatokhoz. Utolsó légi győzelmét 1944. február 27-én aratta egy P-39 Airacobra ellen. A keleti fronton 1944. március 14-ig – amikor is hazavezényelték – 95 bevetésen 9 légi győzelmet aratott.

### Honi légvédelem
1944. május 1-jén megalakult a 101. Puma vadászrepülő osztály. Tóthot a 101/2. Retek századhoz helyezték. Megkezdődött az amerikai nehézbombázók és vadászok elleni harc. Első amerikai áldozata 1944. június 16-án egy P–47 Thunderbolt volt. Július 7-én egy P–38 Lightningot lőtt le, de egy másik amerikai vadász őt is eltalálta. Így történt, hogy az amerikai és a magyar pilóta egymás közelében ért földet ejtőernyővel. Tóth megvédte az amerikai hadnagyot a feldühödött falusiaktól, akik az amerikait meg akarták lincselni. Ezután kezét nyújtotta a fogolynak. Ezt a mozzanatot egy amatőr fotós megörökítette. A kép alapján később feljelentették ellenséggel való cimborálás ürügyén. Heppes Aladárnak, az „öreg” Pumának kellett tekintélyét bevetni, hogy a vádat ejtsék ellene.
1944. november 5-én aratta 15. légi győzelmét, egy B–24 Liberatort semmisített meg. Az amerikaiak ellen 22 bevetést repült, és 4 légi győzelmet aratott. A front változása miatt ezután újra a vörös csillagos gépek következtek. November 16-án – miután az osztályt ezreddé bővítették – ő lett a Retek század parancsnoka. A háború végéig még 13 légi győzelmet aratott. Így 26 légi győzelemmel, az összesített listán vitéz Szentgyörgyi Dezső után a második legeredményesebb magyar vadászrepülőként fejezte be a háborút.

## A háború után
A háború után jelentkezett az amerikai, majd az emigráns lengyel légierőbe is, sikertelenül. Végül 1947-ben hazatért. 1948-ban behívták Mátyásföldre az új légierőhöz. Később Kecskeméten töltött be több magas pozíciót. Először főhadnagyi, majd 1950-ben századosi rendfokozatot kapott.
1951. március 3-án az ÁVH letartóztatta Tóth Lajost, és ellene, valamint 12 társa ellen koholt vádak alapján pert indítottak. Három hónapon belül összeesküvés címén halálra ítélték, és 1951. június 11-én a Gyűjtőfogház falánál kivégezték.
1990-ben rehabilitálták és posztumusz alezredessé léptették elő.
Tiszteletére társai emléktáblát állítottak a rákoskeresztúri Új Köztemető 301-es parcellájában.
Hamvait hosszú keresés után végül 2002 szeptemberében találták meg a 301-es parcellával szomszédos 298-as parcellában, más név alatt. 2003-ban azonosították DNS-vizsgálattal.
2003. szeptember 10-én temették újra a rákoskeresztúri Új Köztemető 298-as parcellájában.

## Megjegyzés
A légi győzelmi adatok Becze Csaba Elfelejtett hősök című könyvéből származnak, mivel ez a legutolsó ebben a témában megjelent mű, és a legutóbbi kutatási állapotot tartalmazza. Más forrásokban némileg eltérő légi győzelmi adatok találhatóak. A légi győzelmi adatok különbözőségeinek okairól lásd Gaál Gyula: Légi győzelmek: Tízen felül.